# Aneomochtherus rhogmopygus
Aneomochtherus rhogmopygus là một loài ruồi trong họ Asilidae. Aneomochtherus rhogmopygus được Tsacas miêu tả năm 1965. Loài này phân bố ở vùng Cổ Bắc giới.